# Телесікл
Телесікл (дав.-гр. Τελεσίκλες; VIII—VII століття до н. е.) — давньогрецький політичний діяч, засновник пароської колонії на Тасосі, батько поета Архілоха. Після смерті шанувався в місті Тасос як герой-ойкіст.

## Життєпис
Телесікл належав до аристократії Пароса — грецького острова в складі архіпелагу Кіклади. Згідно з Павсанієм, він був онуком Телліда, жерця Деметри, який переніс культ цієї богині на Тасос, але в історіографії існують думки, що Теллід швидше був батьком Телесікла, а не дідом, або що Теллід і Телесікл — це один і той же чоловік. Точної інформації про час життя Телесікла в збережених джерелах немає. Колонізація Тасоса, якою він керував, Діонісій Галікарнаський датує 16-ю Олімпіадою (716—712 роки до н. е.), Ксанф — 18-ю (708—704 роки до н. е.), сучасні вчені — приблизно 700 роком до н. е. При цьому антикознавці впевнені, що син Телесікла Архілох народився близько 689 або 680 року до н. е. в одному з віршів Архілоха згадується сонячне затемнення, причому Арістотель був упевнений, що розповідь про нього поет вклав в уста своєму батькові. Передбачувана дата цього затемнення — 6 квітня 684 року до н. е.
За однією з легенд, які стали частиною античної біографії Архілоха, Телесікл разом зі своїм співвітчизником Лікамбом здійснив за дорученням паросців поїздку в Дельфи, щоб там дізнатися у піфії, чи чекає удача пароських колоністів на Тасосі. Відповідь була сприятливою. Крім того, піфія передбачила особисто послу, що його сина чекає велика доля. «Безсмертним і прославленим буде у тебе, Телесікл, син, який першим вітає тебе, стрибнув з корабля на милу батьківську землю», — напророкувала вона. Йшлося про Архілоха.
Телесікл очолив пароських колоністів, які висадилися на Тасосі та заснували там однойменне місто. Жителі колонії постали перед труднощами — незвичним кліматом, нападами фракійців. Проте нове місто вистояло. Тасосці вшановували пам'ять Телесікла як ойкіста (засновника); в 1946 році на міській агорі були знайдені залишки будівлі, яка імовірно була його герооном (святилищем). При цьому гробницю Телесікла археологи не виявили.

## Родина
Відомо, що у Телесікла була дочка, яка досягла дорослих років і вийшла заміж. Її чоловік загинув під час корабельної аварії ще за життя тестя. Від зв'язку Телесікла з фракійською рабинею на ім'я Еніпо народився син Архілох — прославлений поет. Батько його визнав, завдяки чому Архілох отримав права громадянина Пароса (і, мабуть, Тасоса). Однак родове майно поетові не дісталося.